# Civantayak, Ceyhan
Civantayak là một xã thuộc huyện Ceyhan, tỉnh Adana, Thổ Nhĩ Kỳ.